# Rough and Ready
Rough and Ready – album studyjny brytyjskiego zespołu muzycznego The Jeff Beck Group. Wydawnictwo ukazało się w październiku 1971 roku nakładem wytwórni muzycznej Epic Records. 

## Lista utworów
Opracowano na podstawie materiału źródłowego.
| Nr | Tytuł utworu           | Autorzy           | Długość |
| -- | ---------------------- | ----------------- | ------- |
| 1. | „Got the Feeling"”     | Jeff Beck         | 4:46    |
| 2. | „Situation”            | Beck              | 5:26    |
| 3. | „Short Business”       | Beck              | 2:34    |
| 4. | „Max's Tune”           | Max Middleton     | 8:24    |
| 5. | „I've Been Used”       | Beck              | 3:40    |
| 6. | „New Ways/Train Train” | Beck              | 5:52    |
| 7. | „Jody”                 | Beck, Brian Short | 6:06    |
|    |                        |                   | 36:48   |

## Listy sprzedaży
| Lista         | Kraj              | Pozycja |
| ------------- | ----------------- | ------- |
| Billboard 200 | Stany Zjednoczone | 46      |